# Bogusław Liberadzki

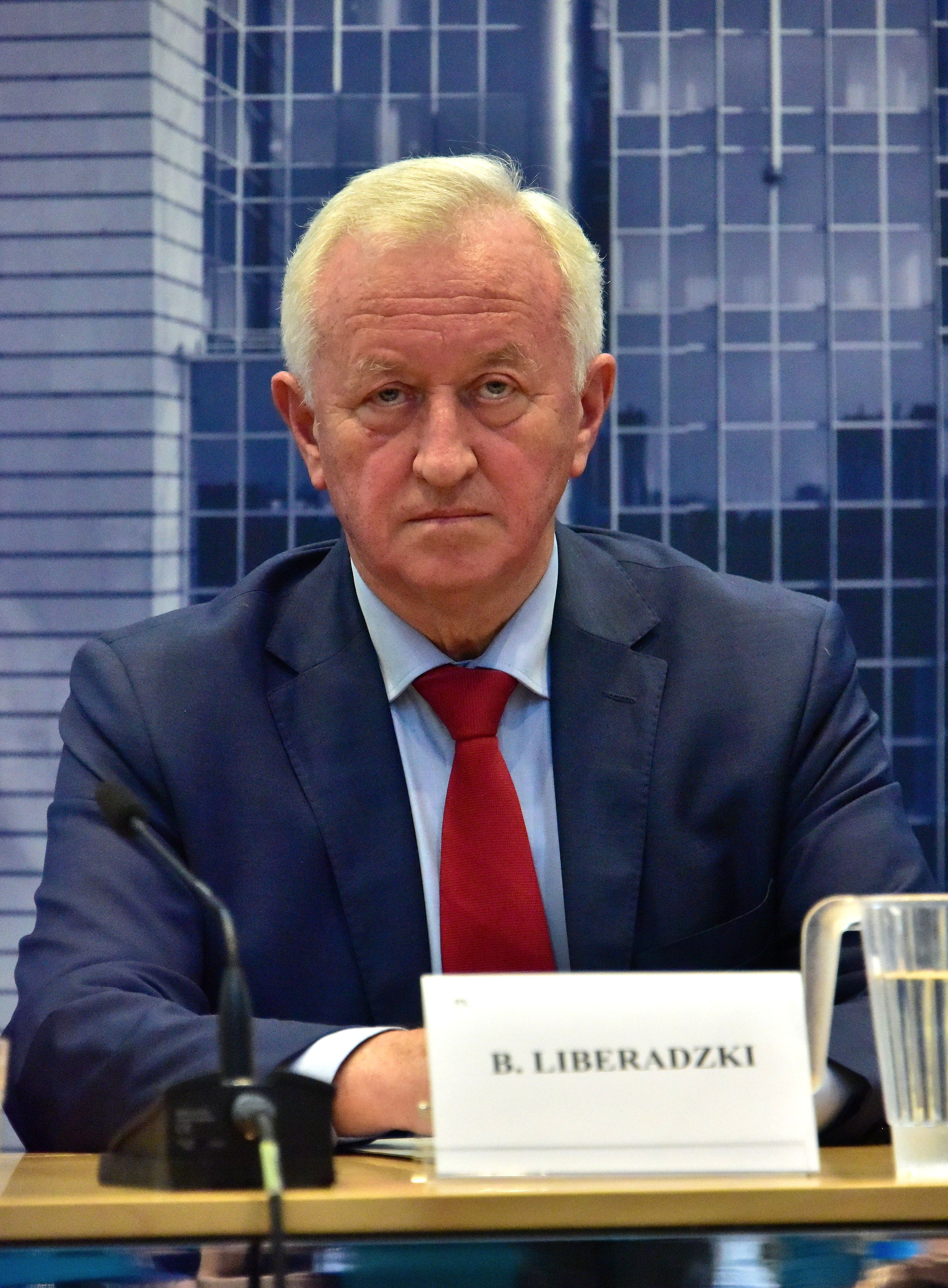
Bogusław Liberadzki (2018)

Bogusław Marian Liberadzki (* 12. September 1948 in Sochaczew) ist ein polnischer Politiker des Bundes der Demokratischen Linken (SLD) bzw. seit 2021 der Nowa Lewica. Er war von 2003 bis 2024 Mitglied des Europäischen Parlaments.

## Leben
Liberadzki studierte Wirtschaftswissenschaften. Er war Stipendiat von AIESEC und Fulbright. Als Hochschullehrer war er an der Szkoła Główna Handlowa w Warszawie in Warschau tätig, seit 2001 als Leiter des Lehrstuhls für Transportwesen. Liberadzki war von 1993 bis 1997 Minister für Verkehr und Meereswirtschaft in Polen. Von 1997 bis 2004 war er als Abgeordneter des Sejm der Republik Polen tätig. 
Das polnische Parlament entsandte Liberadzki bereits 2003 – im Vorfeld des polnischen EU-Beitritts im Jahr darauf – als Beobachter zum Europäischen Parlament, wo er sich der sozialdemokratischen SPE-Fraktion anschloss. Im Mai 2004 wurde er dann reguläres Mitglied des EU-Parlaments, bei der ersten Europawahl in Polen im Juli desselben Jahres wurde sein Mandat bestätigt. Er war von 2007 bis 2014 stellvertretender Vorsitzender des Haushaltskontrollausschusses. Von 2012 bis 2017 gehörte er als Quästor dem Parlamentspräsidium an, anschließend war er bis 2019 einer der Vizepräsidenten des Parlaments. Von 2019 bis zu seinem Ausscheiden aus dem EU-Parlament 2024 war er Mitglied im Ausschuss für Verkehr und Tourismus.
Liberadzki ist verheiratet und hat zwei Kinder.